# 엔드게임 (2009년 영화)
엔드게임(Endgame)은 영국에서 제작된 피트 트레비스 감독의 2009년 드라마 영화이다. 아멜리아 불모어 등이 주연으로 출연하였다.

## 출연

### 주연
- 아멜리아 불모어
- 도미닉 다니엘레윅즈

### 조연
- 치웨텔 에지오포
- 카스 그레이엄
- 윌리엄 허트
- 데릭 제이코비
- 랭글리 커크우드
- 매튜 마쉬
- 조니 리 밀러
- 클락 피터스
- 마크 스트롱
- 라몬 티카람
- 티모시 웨스트

## 제작진
- 미술: 크리스 루프
- Line PD: 니나 헤인즈